# Хернинг
Хернинг (на датски: Herning) е седемнадесетият по големина град в Кралство Дания, намиращ се на полуостров Ютланд, в региона на Централна Ютландия. Населението на града наброява 44 557 души (по приблизителна оценка от януари 2018 г.), а с околностите – 86 000 души.